# Robert de Juilly
Robert de Juilly, souvent improprement nommé de Juliac ou de Juilliac ou de Julhiac jusqu'au XIXe siècle, est chevalier du prieuré de France, 31e grand maître des Hospitaliers de l'ordre de Saint-Jean de Jérusalem de 1374 à 1377.

## Biographie
Originaire de Juilly, il appartient à une branche cadette de la famille de Saint-Denis, elle-même cadette des Montmorency. Il est en caravane à Rhodes alors qu'il est commandeur de Cerisiers et de Coulours en 1352, ensuite commandeur de Sainte-Vaubourg en 1355 et de Flandre en 1358. Il est au couvent en 1360 il est nommé prieur de France certainement en 1362 puisqu'il tient le chapitre provincial le 14 juin 1363. Comme prieur de la langue de France il réside encore en 1373 à la commanderie du Temple à Paris quand il rédige le « Livre vert » pour Grégoire XI qui fait faire, sur tous les biens hospitaliers, la grande enquête pontificale.
Robert de Juilly est considéré comme un bon administrateur consciencieux qui tient avec la régularité voulue ses chapitres provinciaux. Remarqué par Charles V, il participe à plusieurs conseils du roi et en 1370 il est général des aides pour les aides en la ville, vicomté et diocèse de Paris. Il apprend  son élection à la tête de son Ordre comme grand maître au plus tard le 8 juin 1374. En janvier 1375, il embarque à Brindisi pour rejoindre Rhodes. Il y meurt le 29 juillet 1377.
Son tombeau, originellement situé dans l'ancienne église Saint-Jean à Rhodes, fut réemployé pendant la période ottomane comme fontaine publique. Il fut acquis en 1876-77 par le musée de Cluny à Paris, où il est actuellement conservé.

## Sources bibliographiques
- Jean-Marc Roger, Prier et combattre, Dictionnaire européen des ordres militaires au Moyen Âge, Fayard, 2009, article Robert de Juilly, p.798.